# Audenshaw
Audenshaw é uma pequena cidade localizada nas proximidades de Manchester, na Inglaterra.